# Mahea (genus)
Mahea is een geslacht van wantsen uit de familie van de Acanthosomatidae (Kielwantsen). Het geslacht werd voor het eerst wetenschappelijk beschreven door William Lucas Distant in 1909.

## Soorten
Het genus bevat de volgende soorten:

- Mahea andriai (Cachan, 1952)
- Mahea distanti Kment, 2005
- Mahea durrelli Kment, 2005
- Mahea parvula Kment, 2005
- Mahea sexualis Distant, 1909